# Festival Sim Copans
 (décembre 2018).
 (mai 2018).
Le Festival Sim Copans ou Souillac en Jazz est un festival de jazz créé à Souillac dans le Lot en 1976, par un groupe de passionnés. Il doit son nom à Simon Copans, qui fut « l'ambassadeur de la musique américaine en France » et évoqué dans le 190e des 480 souvenirs cités par Georges Perec, dans son texte Je me souviens.
Il a conservé au fil des années et des éditions une dimension conviviale et une programmation ouverte aux différents styles de jazz.
La 46e édition est programmée du 16 au 23 juillet 2022.

## Programmation
Ce festival a accueilli :
- en 2022 : Thomas de Pourquery, Renaud Garcia-Fons, Fidel Fourneyron, Éric Séva et Daniel Zimmermann, Ana Carla Maza